# Zaragocyon
Zaragocyon es un género extinto de Hemicyonidae del Mioceno que habitó únicamente en España. Solo hay una especie, el Zaragocyon daamsi.